# Українська православна церква в Америці
Українська православна церква в Америці (англ. Ukrainian Orthodox Church of America, скорочено УПЦА) — структурна одиниця Американської архієпископії Константинопольського патріархату для емігрантів-українців. У 1996 році увійшла до складу Української православної церкви США.

## Історія
У 1920-х роках ряд українських греко-католиків, які емігрували до Америки, висловлювали свою незгоду з питанням про майно Церкви і примусу Ватиканом греко-католицького духовенства до безшлюбності. Це спонукало їх подібно багатьом українським емігрантам з тодішньої Австро-Угорської імперії переходити з унії до православ'я.
9 квітня 1929 року в Українській греко-католицькій церкві святої Марії в Аллентауні (штат Пенсільванія) відбулися збори з 15 священиків та 24 мирян з метою організувати особливу Українську православну єпархію.
Разом з тим ця група не побажала приєднуватися до єпархії Іоанна Теодоровича, чия хіротонія була здійснена предстоятелем УАПЦ Василем Липківським, бо вона не мала апостольського спадкоємства.
У липні 1931 року в Нью-Йорку відбулося обрання ієрея Йосифа Жука єпископом єпархії. Пошуки єпископів, які могли б зробити архієпископську хіротонію Йосифа Жука, призвели до неканонічної «Американської Православної Католицької Церкви», що відкололася від російської Північно-Американської митрополії. 25 вересня 1932 року Йосип був висвячений на єпископа Нью-Йоркського, проте вже 23 лютого 1934 року він помер.
Єпархія вела переговори з Константинопольським патріархатом аби врегулювати своє канонічне становище. Так, на похоронах Йосифа (Жука) був присутній архієпископ Американський Афінагор (Спіру). 
У 1936 році УПЦ в Америці прийнята під юрисдикцію Грецької православної архиєпархії Північної та Південної Америки Константинопольського патріархату, чим здобула канонічність.
У тому ж році був обраний глава УПЦ в Америці, яким стає священик Теодор Шпилька, який жив тоді в Чехії. У лютому 1937 року, після свого постригу в чернецтво, він був висвячений на сан єпископа з титулом Євкарпійський.
На той час єпархія налічувала 45 місій і парафій.
У 1950 році відбувся об'єднавчий собор неканонічної УПЦ США та УПЦ в Америці. Багато парафій Української православної церкви в Америці (УПЦА) приєдналися до УПЦ США. Однак частина парафій залишились у старій юрисдикції.
У 1995 році Українська православна церква в США та діаспорі була прийнята до складу Константинопольської патріархії. Після цього між двома українськими православними церквами в США почалися переговори про об'єднання, у результаті яких у листопаді 1996 року УПЦА, як менша за розмірами, увійшла до складу УПЦ в США.

## Єпископи
предстоятелі
- Йосиф (Жук) (25 вересня 1932 — 23 лютого 1934) — єпископ Нью-Йоркський
- Богдан (Шпилька) (28 лютого 1937 — 1 листопада 1965) — митрополит Євкарпійський
- Андрій (Кущак) (8 січня 1967 — 18 листопада 1986) — митрополит Євкарпійський
- Всеволод (Майданський) (27 вересня 1987 — листопад 1996) — єпископ Скопельський

вікарії
- Ігор (Губа) (1951—1954)
- Миколай (Смішко) (13 березня 1983 — 20 березня 1985) — єпископ Аміський